# Hymenopus coronatoides
Hymenopus coronatoides es un falso taxón de mantis, sinónimo de Hymenopus coronatus. El error cometido por Wang, Liu & Yin en 1994 se debió a un mal recuento de las espinas exteriores de la tibia y a una comparación errónea del ápice de las alas con un dibujo incorrecto de H. coronatus de Beier en 1934, lo que llevó a confusión y a la conclusión errónea de que se trataba de una nueva especie.

## Etimología
El sufijo "-ides" significa literalmente 'hijo de' o, más generalmente, 'descendiente de'. Por lo general, tiene el significado de "parecido a". -o- se coloca entre componentes de palabras compuestas en griego.

## Distribución geográfica
Fue descrita a partir de un ejemplar de Hymenopus coronatus hembra hallado en Yunnan, China.